# Mauriciosaurus fernandezi
Mauriciosaurus (il cui nome significa "rettile di Mauricio [Fernández Garza]") è un genere estinto di plesiosauro polycotylide vissuto nel Cretaceo superiore, circa 94-92 milioni di anni fa (Turoniano), in quello che oggi è il Messico. Il genere contiene una singola specie, ossia M. fernandezi, descritta nel 2017 da Eberhard Frey e colleghi da un singolo esemplare giovanile ben conservato lungo circa 1,9 metri. Dal punto di vista morfologico, nel complesso l'animale risulta essere molto più simile ai polycotylidi polycotylinae, come Trinacromerum e Dolichorhynchops. Tuttavia, diverse caratteristiche separano Mauriciosaurus da tutti gli altri polycotylidi, giustificando la denominazione di un nuovo genere. Questi includono il modello sofisticato di creste sul fondo dell'osso parasfenoide sul palato; le strette aperture nel palato delimitate dalle ossa pterigoidee; la mancanza di perforazioni sulla superficie del coracoide; e la disposizione insolita della gastralia, o costole del ventre, altrimenti osservabile solo in un altro plesiosauro non strettamente imparentato, Cryptoclidus.
Parzialmente, come conseguenza dell'ambiente povero di ossigeno in cui l'esemplare si è conservato, l'esemplare tipo di Mauriciosaurus presenta impressioni di tessuti molli ben conservati. In vita, ognuna delle sue quattro pinne presentava un bordo di uscita flessibile in modo tale da formare una superficie mobile e idrodinamica, e il grasso presente intorno al suo corpo dava a quest'ultimo una forma idrodinamica a goccia unendo il busto e la coda immobile in una singola unità. Entrambi questi tratti dei tessuti molli avrebbero migliorato le prestazioni idrodinamiche dell'animale, rendendolo un nuotatore veloce paragonabile alle moderne tartarughe liuto. Inoltre, un rivestimento fortemente pigmentato proteggeva gli organi della cavità corporea dall'esposizione ai raggi UV. Dopo la morte, il sedimento ha permesso al grasso del corpo di conservarsi lungo tutto il corpo tranne che sul ventre.
I depositi poveri di ossigeno in cui Mauriciosaurus si è conservato, noto collettivamente come il plattenkalk di Vallecillo, un tempo rappresentavano il fondo di una piattaforma continentale a circa 500 chilometri (310 miglia) al largo del Golfo del Messico preistorico. I bivalvi inoceramidici rappresentano l'unica fauna endemica bentonica del sito; altri organismi fossili conosciuti da Vallecillo includono invertebrati come ammoniti e cirripedi che crescevano sulle stesse ammoniti, così come i vertebrati costituiti da vari pesci, aigialosauridi e tartarughe. L'esemplare tipo di Mauriciosaurus è associato con l'ammonite Mammites nodosoides, presente solo nell'intervallo Turoniano dei depositi di Vallecillo, permettendo di datarla a quell'età.

## Descrizione

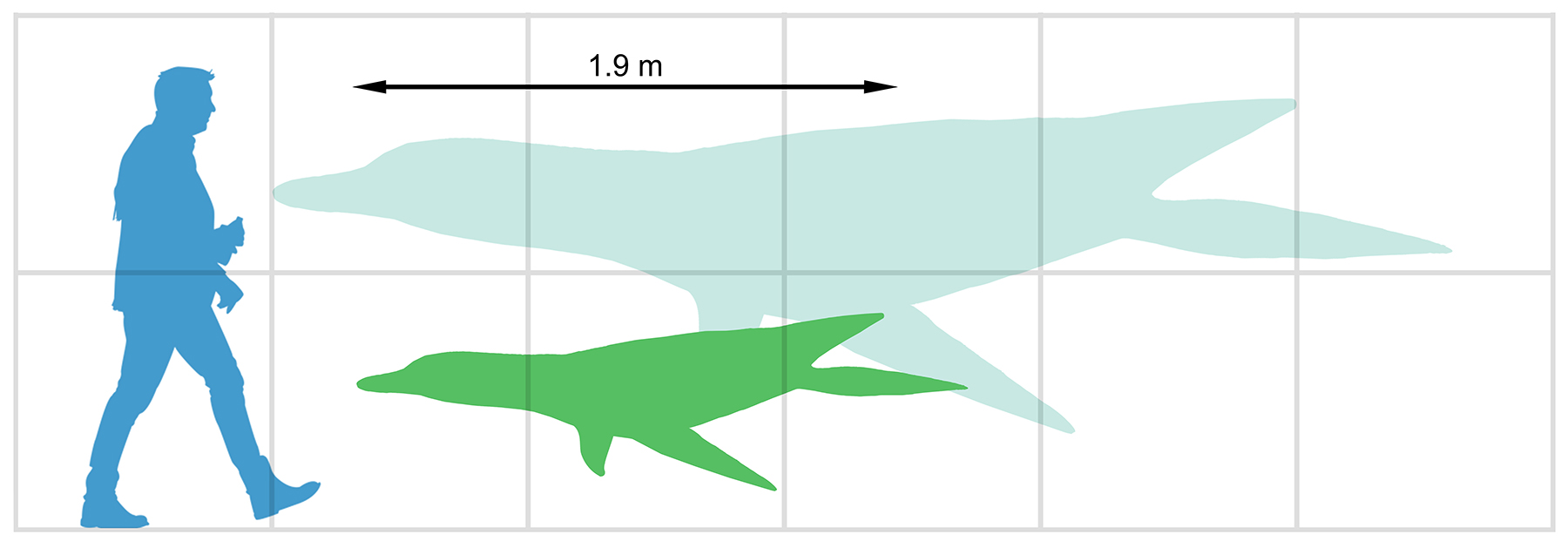
Dimensioni di un giovane Mauriciosaurus fernandezi e le stimate dimensioni degli adulti

Mauriciosaurus è un plesiosauro dal collo corto, dal corpo idrodinamico a forma di goccia e dotato di una piccola coda. L'esemplare tipo misura circa 1,9 metri (6 piedi e 3 pollici) di lunghezza, e 1,5 metri (4 piedi 11 pollici) di larghezza alle pinne. Tuttavia, questo esemplare è immaturo, a giudicare dalla mancanza di fusione delle vertebre cervicali; i coracoidi che non presentano sporgenze in avanti che si incastrano con le clavicole; le ossa sottili della spalla e dei fianchi; la mancanza di una cresta sulla superficie superiore della scapola; il breve ischio; e la presenza di lacune (riempite da un'estesa cartilagine in vita) tra le lunghe ossa delle pinne. Il palato è mineralizzato, suggerendo che l'esemplare era meno di un subadulto al momento della morte. Gli individui adulti sarebbero cresciuti fino a due volte la lunghezza dell'esemplare tipo.

### Cranio
Il muso di Mauriciosaurus è rotondo in sezione trasversale e dritto. Il fondo della mascella è uniforme, a differenza di Thililua, dove la mascella proietta verso il basso a livello delle orbite dell'occhio. Ogni lato della mascella superiore di Mauriciosaurus contiene almeno 42 denti, di cui 4 nella premascella e 32 nella mascella superiore. Tutti i denti hanno la stessa forma, essendo quattro volte più alti di quanto siano larghi, con punte coniche e ricurve; il dente più piccolo, dalla parte posteriore della bocca, è circa un quarto delle dimensioni del più grande. Le lacune che separano i denti sono leggermente più larghe rispetto ai denti stessi. Mentre è difficile dedurre con precisione la disposizione dei denti in vita, i denti della mascella e della mandibola probabilmente si intersecavano a cerniera quando l'animale chiudeva la bocca. Rispetto ad altri polycotylidi, i denti sono più piccoli di quelli di Eopolycotylus, Pahasapasaurus, e Georgiasaurus, e più numerosi di quelli di Trinacromerum (30-38) o Dolichorhynchops (26-30).
La maggior parte delle caratteristiche diagnostiche nel cranio di Mauriciosaurus si trovano nel palato. Come altri polycotylidi, l'osso pterigoideo di Mauriciosaurus presenta una depressione simile a un piatto. Diversamente da Trinacromerum e da Dolichorhynchops, tuttavia, la depressione non copre l'intera superficie inferiore dell'osso, ed è invece limitata alla porzione anteriore. La parte posteriore della superficie inferiore dello pterigoideo reca prominenti creste disposte unicamente in una forma a W; Anche Polycotylus presenta una disposizione di creste simile, anche se meno complessa. Come Trinacromerum, ma a differenza di Dolychorhynchops, le punte dei processi che si estendono dalla parte anteriore degli pterigoidi sono significativamente allargate; è tre volte più largo del resto del processo in Mauriciosaurus e due volte più largo in Trinacromerum. Similmente, Mauriciosaurus e Trinacromerum recano entrambi proiezioni sul quarto posteriore dello pterigoide (un tubercolo arrotondato in Mauriciosaurus e una cresta affilata in Trinacromerum), mentre in Dolichorhynchops tale proiezione è assente.
Un tratto aggiuntivo condiviso tra Mauriciosaurus e Trinacromerum coinvolge il parasphenoide, che separa lo pterigoideo dalla linea mediana del cranio; la parte anteriore del parasfenoide è biforcata in entrambi, mentre si assottiglia in un singolo punto smussato in Dolichorhynchops. Il pterigoideo e il parasfenoide racchiudono tre fori nel palato, quelli anteriori e due posteriori intercepteroidi. La vacuità interptero-acuta anteriore è il più grande dei buchi nel palato, che si estende all'incirca al 23-32 alveolo dentale della mascella. Come gli altri polyoctylidi, i vuoti interceptiroidi sono chiusi dallo pterigoideo. Tuttavia, in Mauriciosaurus sono insolitamente stretti e di forma ovale, mentre sono più larghi e più arrotondati in Trinacromerum a causa dei margini interni concavi dello pterigoideo e parasfenoide. Nel frattempo, sulla mascella inferiore, l'osso spleniale contribuisce per circa il 50% alla superficie inferiore della mascella, che è più che in Palmulasaurus e Eopolycotylus.

### Colonna vertebrale

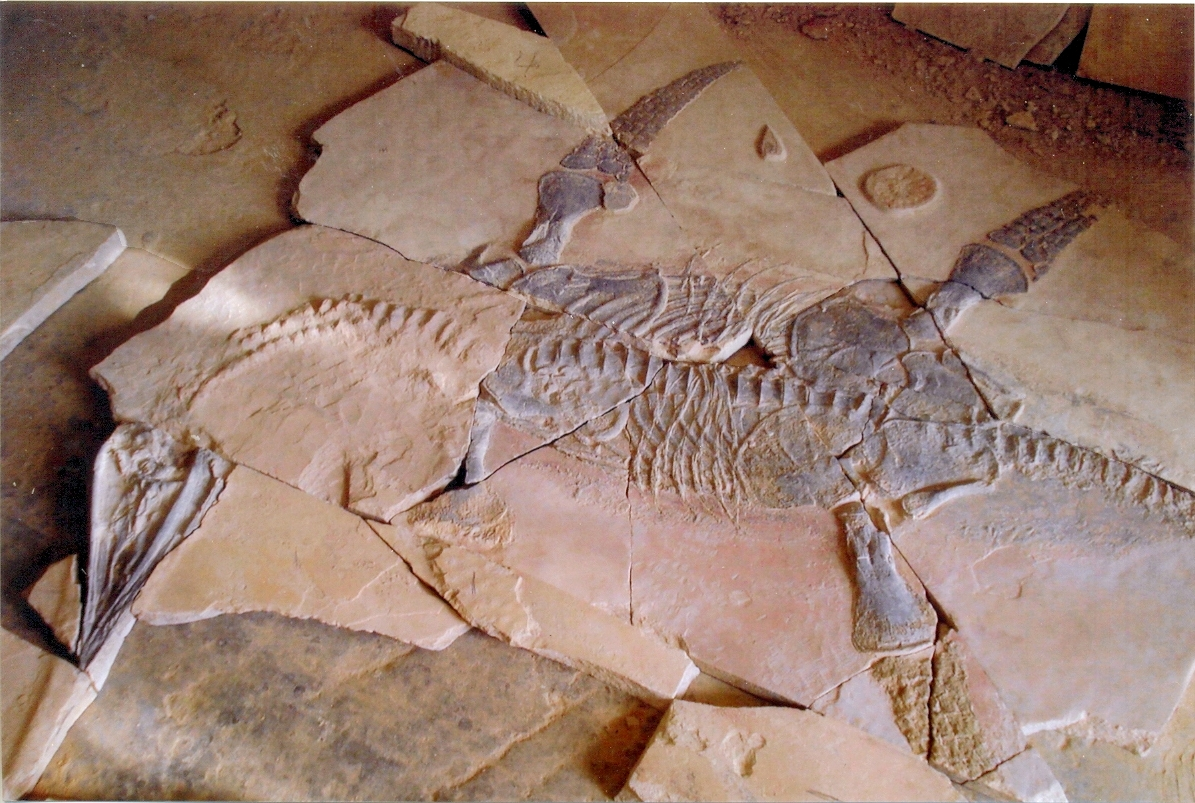
Fossile di Mauriciosaurus fernandezi

Mauriciosaurus possedeva 21 vertebre cervicali, almeno 23 vertebre toraciche, e almeno 25 vertebre nel sacro e nella coda (la delineazione tra questi due tipi non è chiara, poiché è oscurata dall'ischio). I centra di Mauriciosaurus sono costretti sulle loro superfici esterne, a differenza del centro cilindrico di Trinacromerum. Sia il centro cervicale che quello toracico hanno rapporti lunghezza-larghezza di circa 2: 3; il centro cervicale è procoelico (concavo davanti e dietro, convesso), mentre il centro toracico è platycoelous (entrambe le superfici sono piatte). I centri sacrali e caudali sono generalmente più corti, con rapporti lunghezza-larghezza di circa 1: 3, ma diventano anche più stretti in modo tale che gli ultimi centri caudali conservati siano il doppio della larghezza di essi; il primo centro caudale sembra essere opistocelato (convesso davanti e dietro, concavo), mentre il resto è platycoelous (piatto su entrambi i lati). Ogni centro caudale si articola solo con un arco emato alla sua estremità posteriore, in contrasto con uno a ciascuna estremità in Dolichorhynchops.
Come altri membri di Sauropterygia, le vertebre cervicali nella metà anteriore del collo presentano due fossette sulle loro superfici inferiori, separate da una cresta mediana; questa cresta viene improvvisamente sostituita da una depressione tra la dodicesima e la diciottesima vertebra, a seguito della quale la cresta è nuovamente presente. Le stesse fosse sono presenti sulle vertebre toraciche, dove sono separate da non una ma due creste distinte. Una fossetta aggiuntiva è presente immediatamente accanto a ciascuna delle chiglie smussate che circondano i lati della faccia inferiore. Le spine neurali delle vertebre cervicali diventano più alte e più inclinate, con la diciassettesima spina neurale alta come il centro e inclinata di un angolo di 15°. Fuori dalle costole toraciche, il nono è il più lungo, con le dimensioni delle costole che diminuiscono gradualmente su entrambi i lati. Tutte le costole toraciche recano solo una faccetta articolare; la terza costola ha insolitamente una sfaccettatura fortemente triangolare nella sezione trasversale, che è probabilmente un artefatto di conservazione.
Una caratteristica particolarmente insolita di Mauriciosaurus è data dai suoi gastralia. Vi sono sei gastralia, ciascuno composto da un ossicino mediale centrale a forma di V e vari ossicini laterali attaccati ai suoi lati. Il secondo e il terzo gastralia condividono un singolo ossicino mediale, così come il quinto e il sesto. Il quarto ossicino mediale è insolitamente massiccio, essendo circa il doppio dello spessore degli altri ossicini mediali. Tutti i gastralia convergono in un singolo punto centrale, il che è una caratteristica che non ha precedenti tra i polyocotylidi, essendo osservabili solo in Cryptoclidus. È improbabile che questa disposizione insolita sia il prodotto di processi tafonomici, poiché tutti i gastralia sembrano essere conservati in allineamento; l'arrangiamento della gastralia non sembra essere influenzato nemmeno dall'età.

### Arti
Oltre alle suddette proiezioni anteriori, il coracoide trapezoidale di Mauriciosaurus si differenzia da quelli di Dolichorhynchops e Trinacromerum in quanto manca di perforazioni lungo la linea mediana e sul margine posteriore. Mentre ciò potrebbe essere influenzato dalla giovane età dell'esemplare, è raro che siano completamente assenti in questa fase di sviluppo. Inoltre, a differenza di Eopolycotylus, la superficie del coracoide in Mauriciosaurus è in gran parte liscia e priva di fossette (foramina). La parte anteriore e posteriore della scapola sono convesse mentre gli altri bordi sono concavi; il processo scapolare dorsale proietta verso l'alto dal bordo esterno. Nella parte anteriore della scapola vi è una piccola cresta che probabilmente avrebbe supportato un'estensione fatta di cartilagine. All'interno del bacino, il pube è l'osso più grande, essendo un terzo più grande dell'ischio e sei volte più grande dell'ileo, che non è curvo a differenza di quanto visto in Eopolycotylus. La forma arrotondata del pube può essere attribuita all'immaturità dell'esemplare.
Uno dei tratti che accomuna Mauriciosaurus con altri polycotylidi polycotylini, è il suo omero leggermente a forma di S, che è circa 1,6 volte più lungo che largo. Come gli altri polycotylidi, anche l'omero è più corto del femore, ma ha un'estremità inferiore più ampia. L'omero non ha un rigonfiamento situato dietro la testa, in contrasto con Eopolycotylus. Né l'omero né femore presentano una faccetta articolare per l'arto inferiore, a differenza di Trinacromerum. Gli epipodiali primari - il radio e l'ulna sulla pinna anteriore e la tibia e perone sulla pinna posteriore - si incontrano per tutta la loro lunghezza senza aperture, e sono più larghe di quanto siano lunghe - tutti tratti condivisi con altre polycotylini. In Trinacromerum, tuttavia, queste ossa sono meno larghe in modo tale che sembrino essere all'incirca uguali.
Ogni pinna presenta cinque dita; il secondo e il quarto sono le dita più lunghe delle pinne anteriori, mentre il quarto è il più lungo delle pinne posteriori. Attraverso tutte le pinne, le falangi del terzo dito hanno un rapporto lunghezza/larghezza di 1,77 - simile a Trinacromerum, più lungo dell'1,45 di Dolichorhynchops, e più corto dell'1,9 di Palmulasaurus. Questo potrebbe essere indicativo del fatto che Mauriciosaurus abbia mantenuto il modello più primitivo delle lunghe falangi. Tutte le falangi nelle dita si bloccano, come altri polycotylidi. Un altro tratto che Mauriciosaurus condivide con altri polcotylini è che sopporta solo tre tarsi distali rispetto a quattro, con il secondo e il terzo che si sono fusi in un'unica struttura.

### Tessuti molli
Ci sono cinque diversi tipi di tessuti molli conservati nell'esemplare tipo di Mauriciosaurus. Il primo tipo è costituito da un materiale nero lucido in gran parte amorfo, con tracce di fibre o rughe, conservato solo all'interno della cavità del corpo, principalmente sul lato destro del busto. Questo probabilmente rappresenta il peritoneo fortemente pigmentato, che avrebbe rivestito l'interno della cavità del corpo in vita. Un altro tipo di tessuto è costituito da strutture grigio scuro, sottili e rettangolari di 12 millimetri (0,47 pollici) di lunghezza e 2 millimetri (0,079 pollici) di larghezza, organizzate in file parallele. Si trovano alla base del collo, lungo i fianchi del tronco e dietro il femore della pinna posteriore. Probabilmente rappresentano tubercoli simili a squame che avrebbero coperto la parte inferiore dell'animale. Alla giunzione tra il femore e il corpo, diventano più grandi, più trapezoidali e disposti radialmente per formare una superficie pieghevole; mentre, sul bordo posteriore delle pinne, queste strutture diventano sub-circolari, migliorando la flessibilità della pelle.

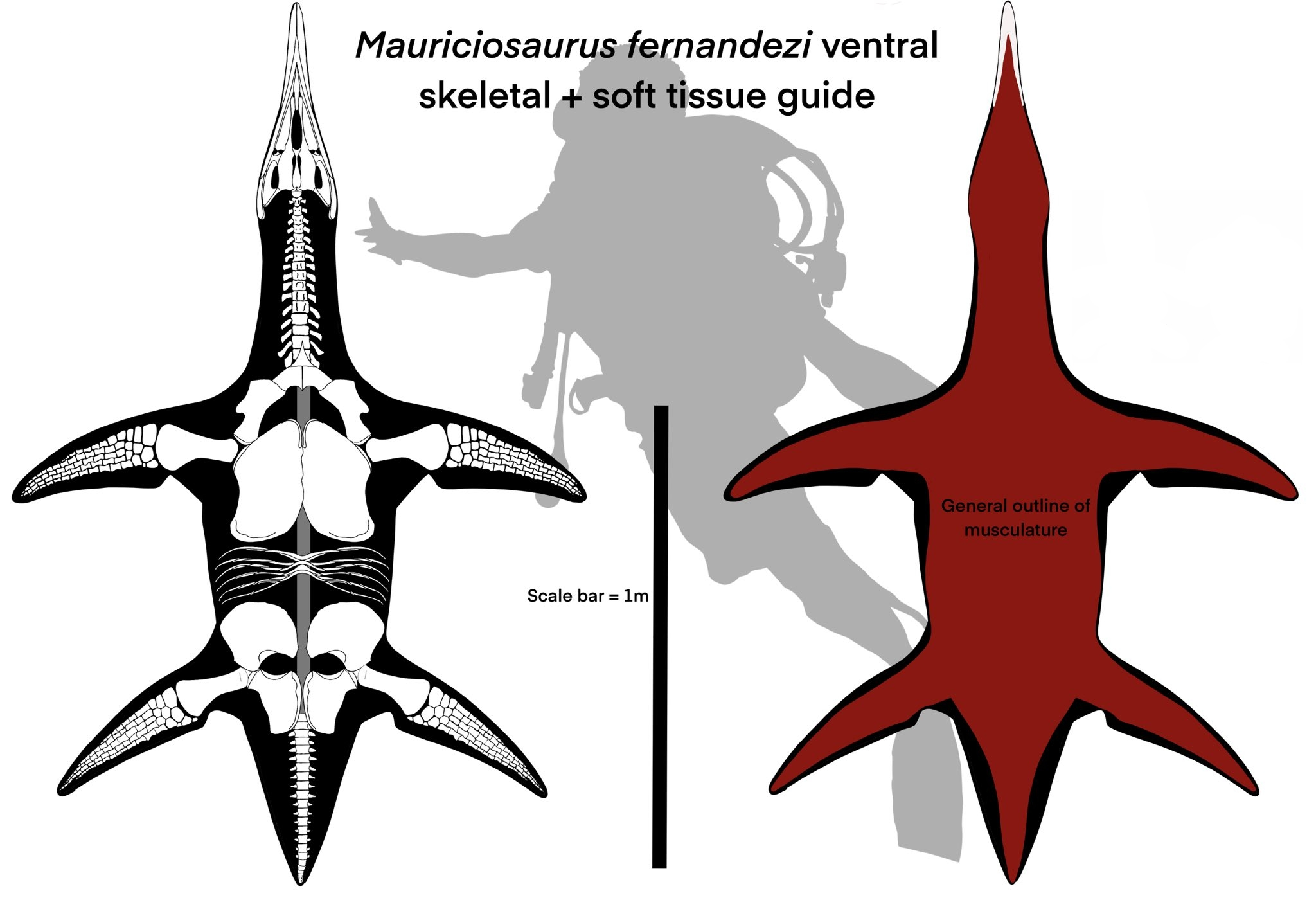
Ricostruzione dello scheletro di Mauriciosaurus fernandezi, con silhouette basata sul ritrovamento dei tessuti molli

Un terzo tipo di tessuto, che è spesso, rosso, amorfo e fortemente spostato dalla roccia circostante, probabilmente rappresenta resti di pelle in decomposizione e tessuto sottocutaneo. Lo spessore del tessuto conservato può essere una conseguenza della ritenzione della flessibilità della pelle dopo la morte, o che il tessuto sottocutaneo fosse realmente spesso. Pezzi di questo tessuto si trovano anche dietro l'omero sinistro e lungo il bordo posteriore della pinna posteriore destra; questo suggerisce che ognuna delle pinne portava un bordo di uscita flessibile. Una sostanza ancora più spessa, che è di colore rosso scuro o grigio scuro, si trova anche nella parte posteriore del tronco, nonché alla base della pinna posteriore destra e della coda. Questa sostanza, che è attraversata da una serie di solchi rettilinei che la dividono in segmenti rettangolari o trapezoidali, è sconosciuta, ma è probabilmente di provenienza epidermica. Infine, una sostanza grigia, lucida, amorfa, che forma uno spesso cono che circonda la base della coda, probabilmente rappresenta del grasso sottocutaneo.

## Classificazione
Nel 2017, Mauriciosaurus è stato assegnato alla famiglia Polycotylidae da Frey et al., basandosi sulle caratteristiche dell'osso pterigoideo, della mandibola, dell'omero e delle falangi, come precedentemente descritto. Altre caratteristiche utilizzate per classificare Mauriciosaurus come un Polycotylidae includevano il ridotto numero di vertebre cervicali rispetto ad altri plesiosauri di Leptocleidia, oltre alla presenza di numerose ossificazioni aggiuntive a supporto degli epipodiali delle pinne. All'interno di Polycotylidae, Mauriciosaurus è stato assegnato al clade Polycotylinae in base al rapporto lunghezza/larghezza dell'omero, la mancanza di un'aperture (il forame antebrachiale) tra il radio e l'ulna, la presenza di tre tarsali distali, gli epipodiali primari essendo più larghi di quanto siano lunghi, e la presenza di più di 20 vertebre nel tronco.
All'interno delle Polycotylinae, Frey et al. considerano Mauriciosaurus morfologicamente più vicino a Dolichorhynchops e Trinacromerum. L'animale risulta essere più simile a Dolichorhynchops nelle estremità arrotondate dell'omero e del femore; ma allo stesso tempo, più simile a Trinacromerum per via delle aste pterigoidee espanse, all'estremità biforcata del parasfenoide, e alle falangi relativamente più lunghe. Tuttavia, si differenzia da entrambi i generi nelle creste a forma di W presenti sul retro della superficie inferiore del suo pterigoideo, così come il possesso di più alveoli dentali nella premascella e nella mascella. Oltre a queste caratteristiche, altre caratteristiche utilizzate da Frey et al. per diagnosticare Mauriciosaurus come un nuovo genere comprendeva le strette lacune intertitoloidi, la mancanza di perforazioni nei coracoidi e la disposizione altamente specializzata delle gastralia.

## Storia della scoperta
L'esemplare tipo, nonché unico esemplare noto, di Mauriciosaurus venne ritrovato nell'estate del 2011 da alcuni operai in una cava di calcare laminato vicino alla città di Vallecillo, nello stato di Nuevo León, Messico. L'esemplare è stato etichettato sotto il numero di catalogo INAH CPC RFG 2544 PF1 (INAH sta per Instituto Nacional de Antropología e Historia, o Istituto Nazionale di Antropologia e Storia) presso il Museo del Desierto a Saltillo, nel Coahuila, Messico; tuttavia, è in mostra al Museo Papalote Verde di Monterrey, la capitale di Nuevo León. Il campione è stato suddiviso in 28 lastre, che conservano collettivamente uno scheletro quasi completo e articolato, mancante solo della coracoide sinistra, parti delle pinne e la punta della coda (andate perdute durante gli scavi degli operai).
L'esemplare INAH CPC RFG 2544 PF1 è stato ritrovato in una sezione di 7,7 metri (25 piedi) di calcare laminato mescolato con marna, parte del plattenkalk Konservat-Lagerstätte (depositi calcarei fini che conservano squisitamente i resti animali) all'interno della Formazione Agua Nueva, datata al Cenomaniano-Turoniano. Il plattenkalk è abbastanza diffuso, essendo in gran parte concentrato intorno a Vallecillo, ma si estende su un'area di 10.000 chilometri quadrati (3.900 sq mi). Al di fuori di questi depositi, i fossili macroscopici sono relativamente rari nella formazione. La zonazione biostratigrafica dettagliata è stata condotta per il plattenkalk Vallecillo; la presenza dell'ammonite Mammites nodosoides, permette di datare la lastra contenente Mauriciosaurus al Turoniano inferiore.
Eberhard Frey, Eric Mulder, Wolfgang Stinnesbeck, Héctor Rivera Sylva, José Padilla Gutiérrez e Arturo González González hanno descritto l'esemplare nel 2017, definendolo ufficialmente come un nuovo taxon in un documento presentato al Boletín de la Sociedad Geológica Mexicana (Bollettino del Società geologica del Messico). Il nome del genere e della specie, Mauriciosaurus fernandezi, è stato dato in onore di Mauricio Fernández Garza, che ha fornito l'esemplare per lo studio scientifico, oltre a fornire finanziamenti sia per la ricerca a Vallecillo che per l'educazione scientifica pubblica a Nuevo León.

## Paleobiologia
Probabilmente Mauriciosaurus si nutriva di piccole prede, come evidenziato dal muso esile e dai piccoli denti appuntiti. Le strutture dei tessuti molli interpretate come il peritoneo dell'animale sarebbero state riccamente pigmentate dai melanociti. Negli squamati viventi che risiedono nei deserti o in alta quota, la pigmentazione del peritoneo protegge la cavità corporea dai raggi ultravioletti, impedendo in tal modo il danneggiamento degli organi riproduttivi. Essendo un plesiosauro di superficie, Mauriciosaurus sarebbe stato frequentemente esposto alle radiazioni solare, e quindi un peritoneo pigmentato sarebbe stato vantaggioso in particolare durante le prime fasi della crescita. Tuttavia, un peritoneo nero si trova anche nei polli e in alcuni pesci teleostei di cui la funzione è sconosciuta.

### Locomozione e forma del corpo

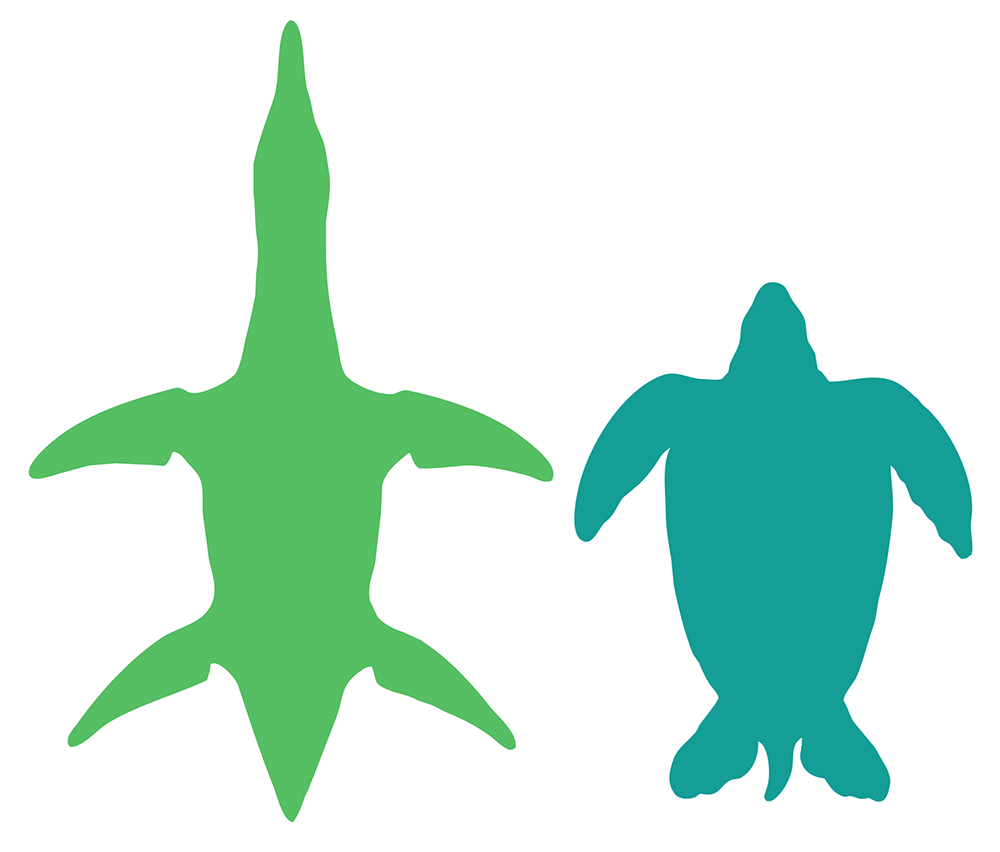
Silhouette dorsale di Mauriciosaurus a confronto con una tartaruga liuto

Il tessuto adiposo sottocutaneo presente in Mauriciosaurus era probabilmente responsabile della silhouette dell'animale, come si vede anche in altri mammiferi marini. La presenza di grasso sottocutaneo può spiegare gli strati spessi di tessuto che costituiscono il terzo tipo di tessuto molle conservato nell'esemplare tipo. Sulla coda, le piccole spine neuronali, gli archi ematici e i processi trasversali suggeriscono che i muscoli ipaxiali della coda erano molto deboli; il cono di tessuto molle conservato attorno alla coda rappresenta quindi plausibilmente il grasso del contorno, che serviva a stabilizzare la coda continuando anche il contorno del busto in un modo non diverso da come avviene nei gechi dalla coda adiposa e in altri gechi. Questo forma un profilo idrodinamico "a forma di goccia", con la parte più spessa del corpo, ovvero nel tronco e nella coda che formano un'unica unità coesiva.
Come dedotto dal tessuto molle conservato dietro le pinne, ognuna delle pinne di Mauriciosaurus erano pesantemente muscolose e presentavano un bordo d'uscita flessibile fatto di pelle sul margine posteriore della pinna. Il bordo posteriore consentiva a ogni pinna di formare un aliscafo che avrebbe migliorato la locomozione, com'è stato precedentemente ipotizzato per tutti plesiosauri. Dato il corpo immobile e il collo irrigidito da costole cervicali sovrapposte, le pinne sarebbero state l'unica fonte di locomozione dell'animale. Nel complesso, le caratteristiche anatomiche di Mauriciosaurus ricordano quelle delle moderne tartarughe marine; in particolare, il profilo del corpo della tartaruga liuto (Dermochelys coriacea), ricorda molto quello di Mauriciosaurus. La tartaruga liuto nuota ad una velocità media di 7 km/h (4.3 mph), che è coerente con le stime sulla velocità di nuoto dei rettili marini mesozoici; tuttavia, Mauriciosaurus sarebbe stato in grado di raggiungere velocità più elevate a causa del coinvolgimento di tutti e quattro gli arti nel nuoto.

### Considerazioni tafonomiche
Frey et al. ipotizzano che il grasso che formava il contorno corporeo dei plesiosauri, come Mauriciosaurus, potrebbe spiegare la scarsità di pelle conservata nei membri del gruppo. Dopo la morte, nella maggior parte dei casi, la decomposizione e la putrefazione del grasso sottocutaneo avrebbero rapidamente distrutto la pelle relativamente sottile. Mauriciosaurus, tuttavia, cadde sulla schiena in un sedimento morbido, zuppo, bagnato d'acqua e anossico ad una temperatura tra i 21-37 °C (70-99 °F). Queste condizioni hanno permesso al grasso sottocutaneo di condensarsi in adipocere invece che decomporsi, in modo da preservare la pelle nella metà superiore del corpo. Tuttavia, le parti esposte della pancia si sono in gran parte decomposte prima della sepoltura, collassando nella cavità corporea e sulla gastralia.

## Paleoecologia

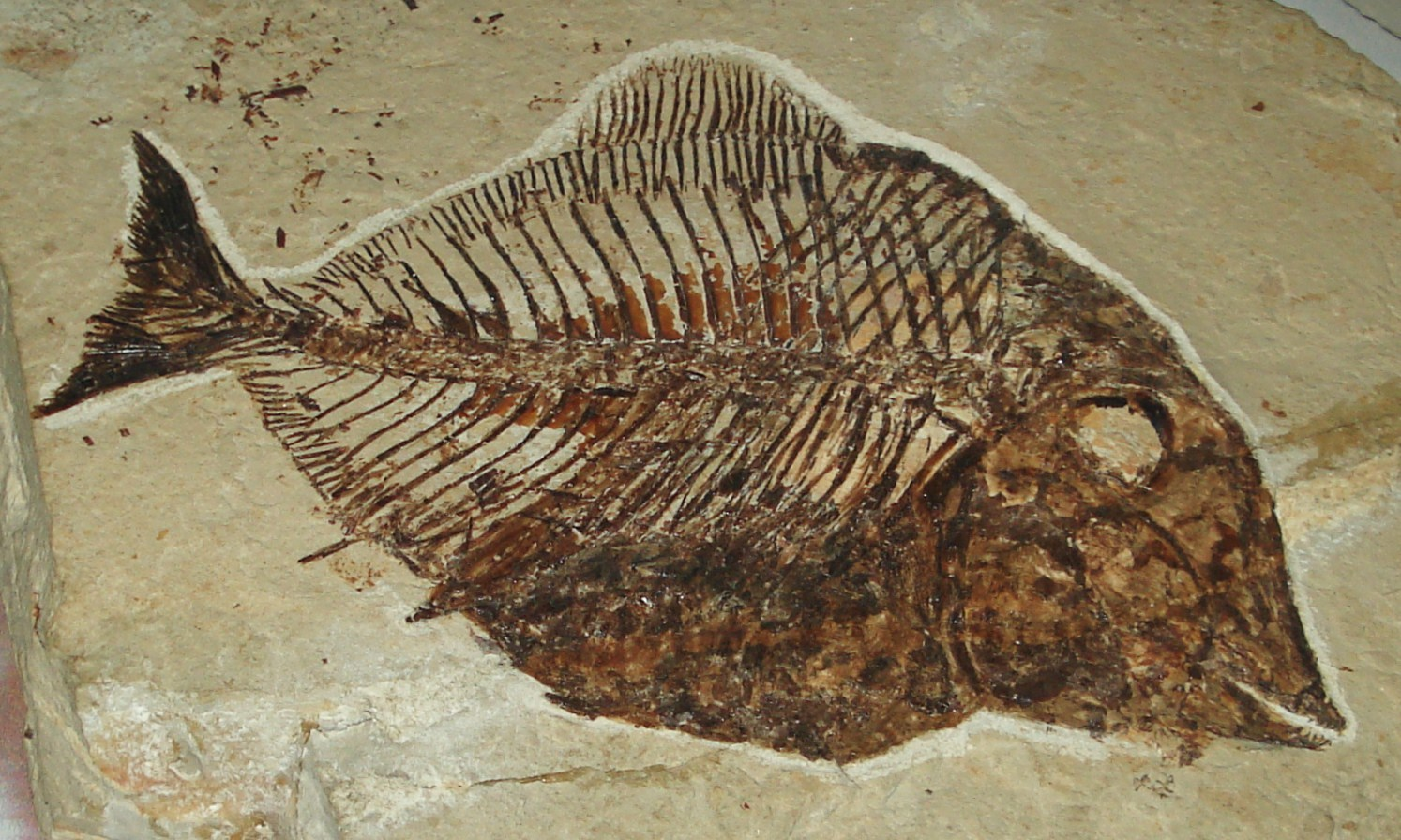
Nursallia, un pesce attinotterigio presente nel plattenkalk Vallecillo

Durante il Turoniano, il plattenkalk di Vallecillo faceva parte di una piattaforma continentale profonda relativamente piatta (cioè di bassorilievo) a fondo aperto, situata a circa 500 chilometri (310 miglia) al largo, all'incrocio tra il Mare interno occidentale e il Golfo del Messico preistorico. Mauriciosaurus è quindi il primo esemplare di polycotylide giovanile noto per non essere stato conservato in un ambiente con acque poco profonde. Il fondo marino povero di ossigeno avrebbe impedito ai carnivori, agli spazzini o agli animali che abitavano sul substrato di nutrirsi delle carcasse depositate, spiegando così la qualità della conservazione e l'assenza di onde o correnti. In parte, è possibile che a contribuire alle condizioni anossiche del luogo sia stato l'Evento Anossico Oceanico 2, verificatosi al confine Cenomaniano-Turoniano.
Oltre a Mauriciosaurus, nel plattenkalk Vallecillo sono conservati anche una gran varietà di invertebrati. Di gran lunga gli invertebrati bentonici più abbondanti sono i bivalvi inoceramidi, che potrebbero aver vissuto in simbiosi con i microbi chemiotrofici per sopravvivere nelle condizioni di basso ossigeno.
Tre specie di Mytiloides sono associate all'ammonite Mammites nodosoides a Vallecillo e possono quindi aver vissuto al fianco di Mauriciosaurus - ossia M. kossmati, M. goppelnensis, e forse M. mytiloides. Altre ammoniti che potrebbero aver vissuto insieme a Mauriciosaurus includono Pseudaspidoceras flexuosum, Watinoceras coloradoense e un taxon riferito a Vascoceras. Il cirripede sessile Stramentum, cresciuto sulle conchiglie degli ammonite, è anch'esso stato ritrovato a Vallecillo, ma è impossibile determinare in che momento abbia avuto origine.
Altri vertebrati sono presenti anche in tutto il plattenkalk Vallecillo, e sono per lo più pesci. Tra i taxa che potrebbero aver vissuto al fianco di Mauriciosaurus, la biozona Mammites nodosoides-Mytiloides kossmati, include l'olosteo Nursallia cf. gutturosum, il pachirizodontide Goulmimichthys roberti, il pletodide Tselfatia formosa, e l'alepisauriforme Rhynchodercetis sp.. Alcune indagini sui fossili hanno rivelato anche la presenza di squali, tra cui Ptychodus mortoni e un lamniforme; l'encodontoide Robertichthys riograndensis; il crossognatiforme Araripichthys sp.; e un notacantide indeterminato. I fossili di tetrapodi sono molto più rari nel plattenkalk Vallecillo, costituiti dalla metà posteriore ben conservata di un aigialosauro (Vallecillosaurus) con impronte di tessuto molle, tre tartarughe che rappresentano due taxa e un dente riferito al pliosauro "Polyptychodon". Tuttavia, "Polyptychodon" è stato recentemente considerato un nomen dubium, con alcuni dei denti riferiti al taxon riclassificati come denti di policotilidi.